# Tiomila
Tiomila (även 10-mila eller 10-milakavlen, numera marknadsfört som 10MILA), är en budkavletävling som första gången arrangerades 1945. Den ursprungliga tävlingen var fram till 2023 en traditionell stafett som hade tio delsträckor i följd som huvudsakligen genomfördes på natten, och en av dem var den mytomspunna "Långa natten" med över 2-4 timmars löpning. Från 1977 har i samband med Tiomila även arrangerats en damkavle och från 1992 även en ungdomskavle. Från 2024 arrangerades damkavlen med två sträckor på natten och betecknas numera som tiomilas damkavle. Tiomila har härmed tre klasser: herrar, damer och ungdomar. 
Arrangemanget genomförs i regel sista helgen i april, tidigare ofta i maj. Tio orienteringsföreningar i Stockholmsområdet utgör Föreningen Tiomilabudkavlen och är återkommande huvudarrangörer. Sedan 2004 kan andra föreningar arrangera.

## Historik

### Bakgrund
Tiomila var vid starten 1945 den första mångmannakavlen inom orienteringssporten. Tävlingen startades på initiativ av Alvar Kjellström från Lingbo i norra Gästrikland, och Stockholms-Tidningen medverkade också från starten som medarrangör. Brodern Arvid Kjellström vann det första SM-guldet i orientering, och de tre bröderna Kjellström grundade Silva AB – än idag världens största tillverkare av kompasser.
De första åren löptes budkavlen från ort till ort, och de olika växlingsplatserna varierade mellan olika platser runt Mälaren.

### Premiärupplagan 1945
Den första Tiomila-tävlingen genomfördes 28–29 april 1945, med start på en av Uppsala högar och mål på Enebybergs IP. Landshövding Hilding Kjellman var starter i Uppsala, och 15 timmar, 51 minuter och 59 sekunder senare gick vinnande lag i mål – SoIK Hellas, med Erik "Kruska-Jim" Sjölander på slutsträckan. Andra lag, IF Goterna, fick sluttiden 16.03.16 och trean Upsala IF tiden 17.03.45. Då hade de fullföljande lagen avverkat 107 km och på vägen passerat Frötuna, Länna, Almunge, Rånäs, Kårsta, Frösunda och Täby. På Enebybergs IP tog Kjellmans kollega i Stockholms län, Karl Levinson, emot segrarna. Totalt deltog 66 lag, vilket motsvarade 660 orienterare.
28–29 april 2015 arrangerades en jubileumsupplaga av Tiomila, på samma sträckor och exakt 70 år efter den första upplagan.

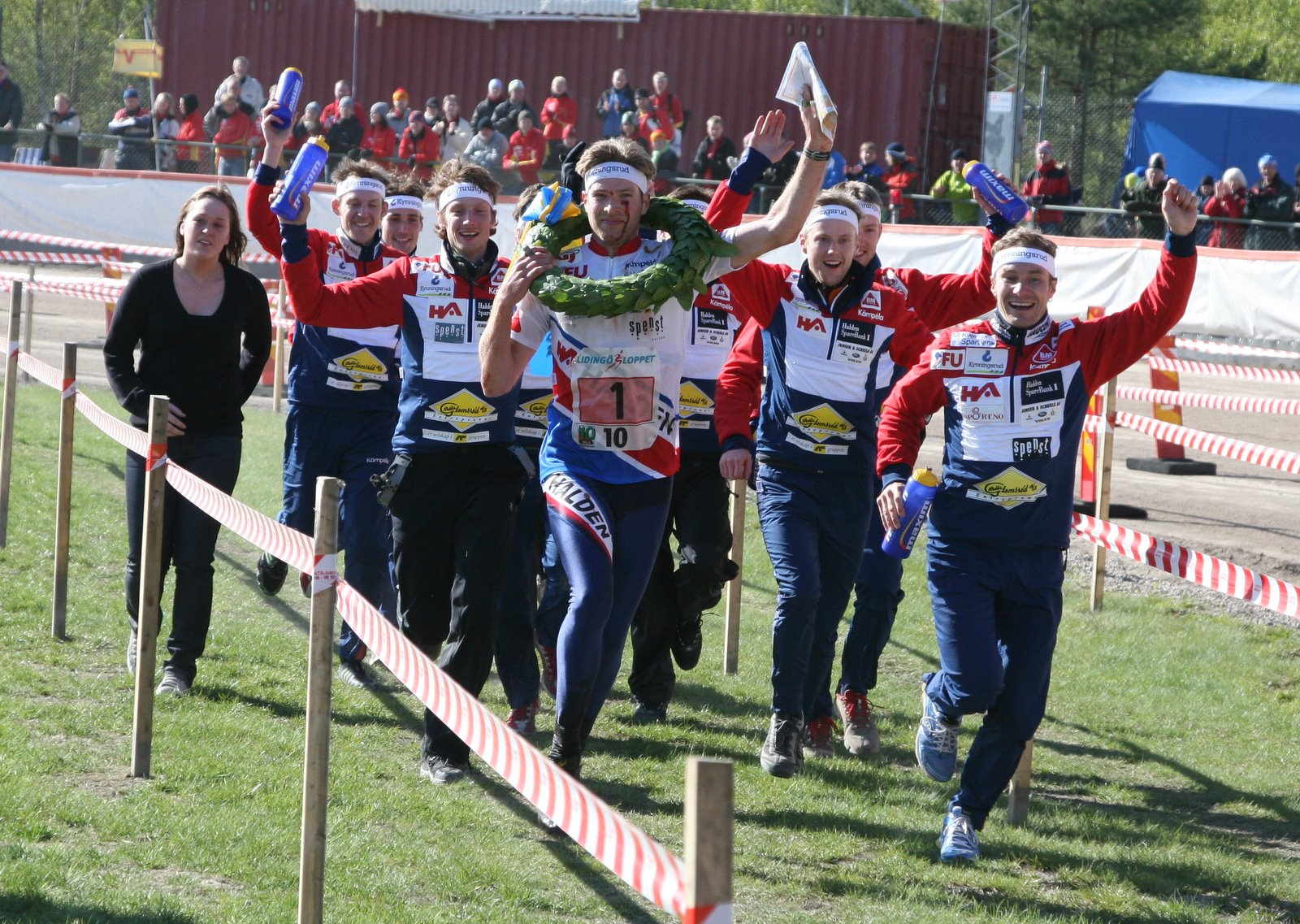
Halden SK, herrsegrare vid Tiomila 2007.

### 1940- till 1960-talet
1962 ställdes Tiomila in på grund av en gulsotsepidemi. Detta är en av två gången som man tvingats ställa in tävlingen.

### 1970-talet
1970 var Tiomila först med ett sammanhållet tävlingscentrum (TC). Därmed avslutades traditionen från de tidiga åren med en budkavle från en ort till en annan.
1977 fick tävlingen även en damklass. Den benämndes inledningsvis Damernas Tvåmila. Första året deltog 299 lag, med Gävle OK som premiärvinnare. 

### 1980- och 1990-talet
1992 var Tiomila först med en löpande elektronisk redovisning av tävlingsresultaten. Samma år infördes även en ungdomsklass.
1995 var Tiomila först med att använda ett elektroniskt stämplingssystem i en orienteringsstafett. 

### 2000-talet
2003 hade Tiomila en storbildsskärm på TC. Detta var en av de första gångerna under en orienteringstävling (O-ringen i Skövde 2002 var först).
2004 arrangerades för första gången en veterankavle. Den övergick 2008 i en öppen stafettklass och har inte arrangerats efter 2010. 2004 var även det första året som Tiomila utlokaliserats till andra orienteringsdistrikt – det vill säga utanför Stockholmsdistriktet; detta år var några Norrköpingsklubbar arrangörer.
2005 hade Tiomila GPS-spårning av de bästa löparna i tävlingen. På arenan kunde man då följa löparnas väg genom tävlingen. Detta var ett steg i att göra orientering till en bättre tv-sport och för att göra det mer förståeligt för icke-orienterare. Tiomila var den första orienteringsstafetten som hade GPS-spårning av löparna.  
2006 var Tiomila först med att direktsända tävlingen i TV, i detta fall herrtävlingen i tv-kanalen Sportexpressen. Sändningen bestod både av bilder från arenan, bilder från kontroller ute i skogen och GPS-spårning 

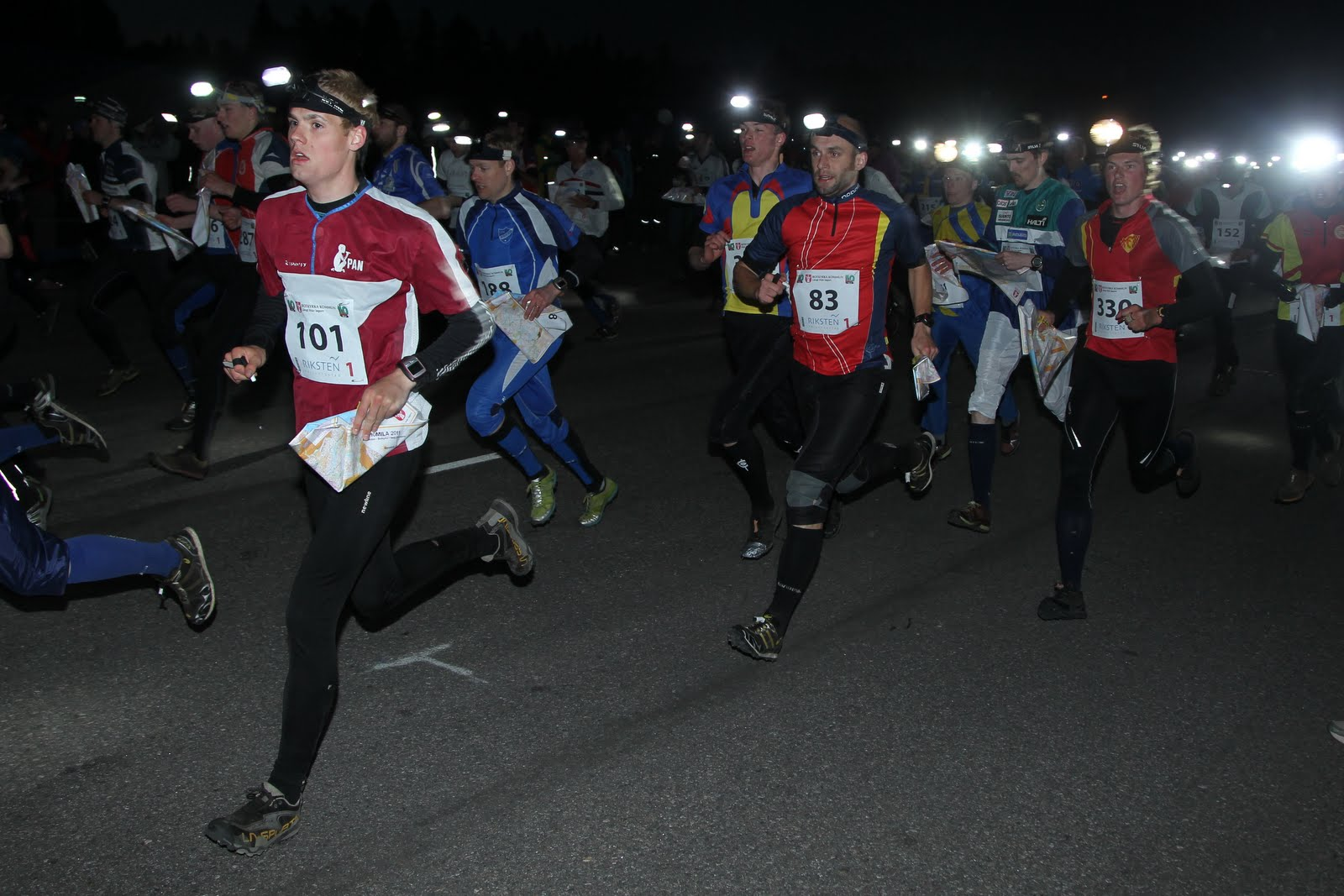
Herrarnas start vid Tiomila 2011.

### 2010-talet
2011 släppte Tiomila-arrangörerna en app för smartmobiler. I appen fanns direktresultat från tävlingen.
2016 infördes en damklass på tiomilakaveln.
På grund av coronavirusutbrottet 2020 ställdes tävlingen in för första gången sedan 1962. I mars samma år bestämdes det att den planerade tävlingen i Kungsängen den 2-3 maj inte skulle bli av. I stället planerade man för att genomföra tävlingen på Idre Fjäll 26-27 september samma år, när man hoppades att situationen skulle ha förbättrats. Emellertid förbättrades situationen inte tillräckligt, varför tävlingen 2020 ställdes in.

### 2020-talet
2024 arrangerades en uppdelad stafett där herrkavlen startades i dagsljus och avbröts innan det blev mörkt. Därefter startade damkavlen som hade två sträckor i mörker och avbröts för att ge plats åt omstart för herrkavlen där sista sträckorna återupptos i gryningen fram till målgång i dagsljus. Därefter skedde omstart för damkavlen som pausats under 10milakavlens avslutande sträckor. Den sammanlagda tävlingssträckan för 10milakavlen var då åtta mil lång.
2025 utökades antalet sträckor för damkavlen till sex. De två första sträckorna startade på lördagkvällen, varefter jaktstart återupptogs på söndagmorgonen för övriga fyra sträckor.

## Klasser, regler och omfattning
Följande klasser finns inom Tiomila:
- 10-milakavlen (öppen klass men i praktiken med mestadels manliga löpare) genomförs med tio sträckor mellan lördag kväll och söndag morgon, den ursprungliga kavlen sedan 1945.[5] Vid kavlens längsta etapp – den fjärde etappens "Långa natten", under den mörkaste delen av natten – är nattlampa nödvändig för att orientera sig i terrängen. Sträckan täcker ofta cirka 100 minuter av herrkavlens tio timmar och avgjordes under 2017 års Tiomila från strax före midnatt till runt 01:30.[25] Detta motsvarade detta år nästan 17 kilometers terränglöpning i mörker.[26] Antalet startande lag i herrkavlen har efter några års nedgång ökat från 227 år 2023[27] till 332 år 2025[28]
- Damkavlen (endast damer) genomfördes med fem sträckor på lördag eftermiddag från 1977. År 2025 utökades antalet sträckor till sex. Farhågor om att de införda förändringarna (nattsträckor och flera sträckor) skulle minska antalet deltagande lag har inte infriats. Istället har antalet startande damlag ökat från 231 år 2023[27] till 273 år 2025[28].
- Ungdomskavlen (för ungdomar 12-16 år) genomförs med fyra sträckor (varav två bestående av enbart flickor) vid lunchtid på lördagen. Tävlingen infördes 1992.[5] Antalet startande lag har ökat från 145 år 2023[27] till 284 år 2025[28]

Dessa regler gäller för tävlande i Tiomila (utöver de vanliga reglerna inom orientering):
- Det är tillåtet för flickor och pojkar som sprungit ungdomskavlen att delta i 10-milakavlen. Flickorna får även delta i damkavlen.
- Det är tillåtet för damer som sprungit damkavlen att delta i 10-milakavlen.
- Det är inte tillåtet att delta mer än en gång i samma klass.

Som mest har cirka 8 000 deltagare medverkat i ett Tiomila-arrangemang.  Stockholmsklubbarna som utgör Föreningen Tiomilabudkavlen är Bromma-Vällingby SOK, IFK Enskede, Hellas Orienteringsklubb, Rotebro IS, Skarpnäcks OL, Skogsluffarnas OK, Sundbybergs IK, Tullinge SK, Turebergs IF och OK Älvsjö-Örby. Arrangörsklubbar utanför föreningen får betala en summa för att få lov att använda 10MILA-namnet.

## Mediebevakning
2006 skedde den första direktsändningen i TV (Sportexpressen) av arrangemanget. Den elva timmar långa direktsändningen var den dittills längsta direktsändningen i svensk TV-historia. Direktsändningen underlättades av den GPS-spårning av de olika lagen som införts året innan. Sedan 2016 har kommentatorsarbetet letts via en studio.
Sedan ett antal årtionden har tävlingen rapporterats av Radiosporten i Sveriges Radios P4. Speciellt har radiorapporteringen under herrarnas nattetapper uppmärksammats, ofta med viskande reportrar ute i terrängen.
Vid 2025 års Tiomila filmades delar av tävlingen med drönare. Speciellt upplevdes TV-sändningen av damkavlen som särskilt spektakulärt. De inledande två nattsträckorna startade klockan 21:30 då samtliga deltagare strax efter start delade upp sig på flera olika vägvalsstråk. Dessa kunde sedan följas via drönar-kameror genom de ormliknande spår som skapades av deltagarnas starka pannlampor.

## Vinnare
| År   | Herrar                                | Damer                                 | Ungdom                                | Plats                                                                               |
| ---- | ------------------------------------- | ------------------------------------- | ------------------------------------- | ----------------------------------------------------------------------------------- |
| 1945 | SoIK Hellas                           | -                                     | -                                     | Start: Gamla Uppsala, Mål: Enebyberg (IP)                                           |
| 1946 | IF Goterna                            | -                                     | -                                     | Start: Mariefred, Gripsholms slott, Mål: Älvsjöbadet                                |
| 1947 | Matteuspojkarna                       | -                                     | -                                     | Start: Uppsala, Sturemonumentet, Mål: Helenelund (IP)                               |
| 1948 | Skogsuvarnas IK                       | -                                     | -                                     | Start: Nynäshamn, Vårdkaseberget, Mål: Mälarhöjden, badet                           |
| 1949 | Turebergs IF                          | -                                     | -                                     | Start: Norrtälje, flygplatsen, Mål: Hägernäs, Roslagens flygflottilj                |
| 1950 | OK Fyrismalm                          | -                                     | -                                     | Start: Sala, Silvköparn, Mål: Uppsala v, Läby Vad                                   |
| 1951 | IFK Lidingö                           | -                                     | -                                     | Start: Trosa, Mål: Södertälje, Torekällberget                                       |
| 1952 | SoIK Hellas                           | -                                     | -                                     | Start: Tyresö (Tyresö slott), Mål: Tullinge (Hamra gärde)                           |
| 1953 | Arboga OK                             | -                                     | -                                     | Start: Malmköping, Mål: Södertälje, Bränninge                                       |
| 1954 | Helsingin Suunnistajat(en)            | -                                     | -                                     | Start: Täby/Enebyberg, Löttingekullen, Mål: Gamla Uppsala                           |
| 1955 | Arboga OK                             | -                                     | -                                     | Start: Södertälje, Tvetaberg, Mål: Södertälje, Saltskog                             |
| 1956 | IF Thor                               | -                                     | -                                     | Start: Järfälla/Barkarby, Mål: Knivsta                                              |
| 1957 | IFK Hedemora                          | -                                     | -                                     | Start: Rådmansö, Räfsnäs udde, Mål: Åkersberga                                      |
| 1958 | Nyköpings SK                          | -                                     | -                                     | Start: Flen, Mål: Nyköping, Stensbro                                                |
| 1959 | Stockholms OK                         | -                                     | -                                     | Start: Rimbo, Mål: Länna bruk                                                       |
| 1960 | Mall:IFK Hedemora                     | -                                     | -                                     | Start: Eskilstuna, Mål: Mariefred                                                   |
| 1961 | Södertälje IF                         | -                                     | -                                     | Start: Edsviken/Sollentuna, Mål: Norrtälje flygfält                                 |
| 1962 | inställd på grund av Orienterarsjukan | inställd på grund av Orienterarsjukan | inställd på grund av Orienterarsjukan | inställd på grund av Orienterarsjukan                                               |
| 1963 | Rotebro IS                            | -                                     | -                                     | Start: Nyköping, Sjösa, Mål: Trosa                                                  |
| 1964 | Stora Tuna IK                         | -                                     | -                                     | Start: Mölnbo, Mål: Malmköping, Malma hed                                           |
| 1965 | OK Malmia                             | -                                     | -                                     | Start: Hälleforsnäs, Mål: Strängnäs                                                 |
| 1966 | Tierps IF                             | -                                     | -                                     | Start/Mål: Stavsjö Bruk, Östra Kolmården, Växlingar: utspridda över Östra Kolmården |
| 1967 | Kristinehamns OK                      | -                                     | -                                     | Riala kyrkby                                                                        |
| 1968 | Järfälla OK                           | -                                     | -                                     | Rikstens gård, Tullinge                                                             |
| 1969 | IK Hakarpspojkarna                    | -                                     | -                                     | Åkers Styckebruk                                                                    |
| 1970 | IK Hakarpspojkarna                    | -                                     | -                                     | Järna                                                                               |
| 1971 | IK Fyris                              | -                                     | -                                     | Bogesund                                                                            |
| 1972 | Järfälla OK                           | -                                     | -                                     | Västerhaninge                                                                       |
| 1973 | Ludvika OK                            | -                                     | -                                     | Skeppsta Bruk                                                                       |
| 1974 | IK Hakarpspojkarna                    | -                                     | -                                     | Sorunda                                                                             |
| 1975 | Hagaby GoIF                           | -                                     | -                                     | Lilla Benhamra, norr om Vallentuna                                                  |
| 1976 | Hagaby GoIF                           | -                                     | -                                     | Riala kyrkby                                                                        |
| 1977 | OK Ravinen                            | Gävle OK                              | -                                     | Tyresta By, Österhaninge                                                            |
| 1978 | Gustavsbergs IF                       | IK Jarl                               | -                                     | Fiskeså, sydväst om Rimbo                                                           |
| 1979 | OK Ravinen                            | OK Ravinen                            | -                                     | Enhörna                                                                             |
| 1980 | Gustavsbergs IF                       | OK Ravinen                            | -                                     | Ösmo                                                                                |
| 1981 | OK Ravinen                            | OK Ravinen                            | -                                     | Tranbygge, Kungsängen                                                               |
| 1982 | Liedon Parma(en)                      | Stora Tuna IK                         | -                                     | Vilsta naturreservat, Eskilstuna                                                    |
| 1983 | Kalevan Rasti                         | Romerikslaget(no)                     | -                                     | Skeppsta bruk                                                                       |
| 1984 | Tullinge SK                           | Stora Tuna IK                         | -                                     | Rörkens motorstadion, Uppsala                                                       |
| 1985 | Almby IK                              | NTHI                                  | -                                     | Dunker                                                                              |
| 1986 | IFK Södertälje                        | NTHI                                  | -                                     | Rikstens gård, Tullinge                                                             |
| 1987 | Pan-Önos                              | NTHI                                  | -                                     | Gimo                                                                                |
| 1988 | Malmby IF                             | Tullinge SK                           | -                                     | Malmköping                                                                          |
| 1989 | OK Tyr                                | IFK Södertälje                        | -                                     | Bogesundslandet                                                                     |
| 1990 | OK Tyr                                | Tampereen Pyrintö                     | -                                     | Norrtälje                                                                           |
| 1991 | Angelniemen Ankkuri(en)               | Tampereen Pyrintö                     | -                                     | Ånhammar, Malmköping                                                                |
| 1992 | IFK Södertälje                        | NTHI                                  | Turun Suunnistajat                    | Sorunda                                                                             |
| 1993 | IFK Södertälje                        | Tullinge SK                           | Turun Suunnistajat                    | Österbybruk                                                                         |
| 1994 | Turun Suunnistajat                    | Hämeenlinnan Suunnistajat             | Espoon Suunta                         | Hälleforsnäs                                                                        |
| 1995 | IK Hakarpspojkarna                    | Sundsvalls OK                         | Fredrikstad Skiklubb                  | Riala                                                                               |
| 1996 | IFK Södertälje                        | Sundsvalls OK                         | Tampereen Pyrintö                     | Salinge Gård, Enköping                                                              |
| 1997 | Bækkelagets SK                        | Bækkelagets SK                        | Kristinehamns OK                      | Vilsta naturreservat, Eskilstuna                                                    |
| 1998 | Halden SK                             | Bækkelagets SK                        | Järfälla OK                           | Rudan, Haninge kommun                                                               |
| 1999 | Halden SK                             | Pargas IF                             | IK Hakarpspojkarna                    | S1, Enköping                                                                        |
| 2000 | Halden SK                             | Domnarvets GoIF                       | Gustavsbergs IF/Järla IF              | Solbacka läroverk, Stjärnhov                                                        |
| 2001 | Bækkelagets SK                        | Kalevan Rasti                         | OK Denseln                            | Strängnäs flygfält                                                                  |
| 2002 | Halden SK                             | Halden SK                             | Alfta-Ösa OK                          | Surahammar                                                                          |
| 2003 | Halden SK                             | Turun Suunnistajat                    | OK Tisaren                            | Kungsör                                                                             |
| 2004 | Halden SK                             | Ulricehamns OK                        | Järla IF OK                           | Timmergata, Kolmården                                                               |
| 2005 | Södertälje-Nykvarn Orientering        | Domnarvets GoIF                       | Halmstad OK/OK Löftan                 | Livgardets skjutfält, Kungsängen                                                    |
| 2006 | Halden SK                             | Nydalens SK                           | Stora Tuna IK                         | Knottebo, Hallsberg                                                                 |
| 2007 | Halden SK                             | SoIK Hellas                           | Stora Tuna OK                         | Gröndals motorstadion, Eskilstuna                                                   |
| 2008 | Kristiansand OK(no)                   | Stora Tuna OK                         | Mall:Turun Suunnistajat               | Rosersbergs slott, Sigtuna                                                          |
| 2009 | Kristiansand OK(no)                   | Halden SK                             | Södertälje-Nykvarn OF                 | Äktaboden, Perstorp/Klippan                                                         |
| 2010 | Kalevan Rasti                         | IFK Lidingö SOK                       | Raumar Orientering                    | Grosvads Idrottsplats, Finspång                                                     |
| 2011 | Kalevan Rasti                         | Tampereen Pyrintö                     | Södertälje-Nykvarn OF                 | Rikstens gård, Tullinge                                                             |
| 2012 | Halden SK                             | Halden SK                             | Ounasvaaran Hiihtoseura               | Kvarn, Östergötland                                                                 |
| 2013 | Kalevan Rasti                         | Domnarvets GoIF                       | Helsingin Suunnistajat(en)            | Gällöfsta, Upplands-Bro, Stockholm                                                  |
| 2014 | Kalevan Rasti                         | OK Pan Århus                          | MS Parma(en)                          | Eksjö, Småland                                                                      |
| 2015 | IFK Göteborg                          | Domnarvets GoIF                       | Nydalens SK                           | Skepptuna, Uppland                                                                  |
| 2016 | Södertälje-Nykvarn Orientering        | OK Pan Århus                          | Stora Tuna OK                         | Lugnet, Falun, Dalarna                                                              |
| 2017 | IFK Göteborg                          | Stora Tuna OK                         | IK Hakarpspojkarna                    | Partille, Göteborg                                                                  |
| 2018 | IFK Göteborg                          | Järla IF OK                           | Espoon Suunta                         | Nynäshamn, Stockholm                                                                |
| 2019 | IFK Göteborg                          | Tampereen Pyrintö                     | Karlskrona SOK                        | Glimåkra, Skåne                                                                     |
| 2020 | intälld på grund av Covid-19-pandemin | intälld på grund av Covid-19-pandemin | intälld på grund av Covid-19-pandemin | intälld på grund av Covid-19-pandemin                                               |
| 2021 | intälld på grund av Covid-19-pandemin | intälld på grund av Covid-19-pandemin | intälld på grund av Covid-19-pandemin | intälld på grund av Covid-19-pandemin                                               |
| 2022 | OK Linné                              | Nydalens SK                           | Göteborg-Majorna OK(sv)               | Ånnaboda, Örebro                                                                    |
| 2023 | NTNUI                                 | IFK Göteborg                          | IFK Göteborg                          | Skellefteå, Västerbotten                                                            |
| 2024 | Stora Tuna OK                         | Stora Tuna OK                         | Turun Suunnistajat                    | Nynäshamn, Stockholm                                                                |
| 2025 | NTNUI                                 | IFK Göteborg                          | IFK Göteborg                          | Finspång                                                                            |

## Mesta vinnare

### 10-milakavlen
| Titlar | Förening           | Vinstår                                              |  |
| ------ | ------------------ | ---------------------------------------------------- |  |
| 9      | Halden SK          | 1998, 1999, 2000, 2002, 2003, 2004, 2006, 2007, 2012 |  |
| 5      | Kalevan Rasti      | 1983, 2010, 2011, 2013, 2014                         |  |
| 4      | IFK Göteborg       | 2015, 2017, 2018, 2019                               |  |
| 4      | IFK Södertälje     | 1986, 1992, 1993, 1996                               |  |
| 4      | IK Hakarpspojkarna | 1969, 1970, 1974, 1995                               |  |
| 3      | OK Ravinen         | 1977, 1979, 1981                                     |  |
| 2      | NTNUI              | 2023, 2025                                           |  |
| 2      | Stora Tuna IK/OK   | 1964, 2024                                           |  |
| 2      | Södertälje-Nykvarn | 2005, 2016                                           |  |
| 2      | Kristiansand OK    | 2008, 2009                                           |  |
| 2      | Bækkelagets SK     | 1999, 2001                                           |  |
| 2      | OK Tyr             | 1989, 1990                                           |  |
| 2      | Gustavsbergs IF    | 1978, 1980                                           |  |
| 2      | Hagaby GoIF        | 1975, 1976                                           |  |
| 2      | Järfälla OK        | 1968, 1972                                           |  |
| 2      | Mall:IFK Hedemora  | 1957, 1960                                           |  |
| 2      | Arboga OK          | 1953, 1955                                           |  |
| 2      | SoIK Hellas        | 1945, 1952                                           |  |

### Damkavlen
| Titlar | Förening          | Vinstår                      |
| ------ | ----------------- | ---------------------------- |
| 5      | Stora Tuna IK/OK  | 1982, 1984, 2008, 2017, 2024 |
| 4      | Tampereen Pyrintö | 1990, 1991, 2011, 2019       |
| 4      | Domnarvets GoIF   | 2000, 2005, 2013, 2015       |
| 4      | NTHI              | 1985, 1986, 1987, 1992       |
| 3      | Halden SK         | 2002, 2009, 2012             |
| 3      | OK Ravinen        | 1979, 1980, 1981             |
| 2      | IFK Göteborg      | 2023, 2025                   |
| 2      | OK Pan Århus      | 2014, 2016                   |
| 2      | Sundsvalls OK     | 1995, 1996                   |
| 2      | Tullinge SK       | 1988, 1993                   |

### Ungdomskavlen
| Titlar | Förening           | Vinstår                |
| ------ | ------------------ | ---------------------- |
| 4      | Turun Suunnistajat | 1992, 1993, 2008, 2024 |
| 3      | Stora Tuna IK/OK   | 2006, 2007, 2016       |
| 2      | IFK Göteborg       | 2023, 2025             |
| 2      | IK Hakarpspojkarna | 1999, 2017             |
| 2      | Södertälje-Nykvarn | 2009, 2011             |